# Chilatherina alleni
Chilatherina alleni är en fiskart som beskrevs av Price, 1997. Chilatherina alleni ingår i släktet Chilatherina och familjen Melanotaeniidae. IUCN kategoriserar arten globalt som sårbar. Inga underarter finns listade i Catalogue of Life.